# Longipedia scotti
Longipedia scotti är en kräftdjursart som beskrevs av Georg Ossian Sars 1903. Longipedia scotti ingår i släktet Longipedia och familjen Longipediidae. Arten är reproducerande i Sverige. Inga underarter finns listade i Catalogue of Life.